# 片助旋心蛤
是笋螂目圈心蛤科Spinosipella的一种。主要分布于中国大陆、台湾，常栖息在水深837米软泥底。